# Jelképes örökbefogadás
A jelképes örökbefogadás - szemben a jogi értelemben vett örökbefogadással - , nem rokoni kapcsolatot, hanem a támogató (az "örökbe fogadó") és a támogatott között nevesített és egyben érzelmi kapcsolatot teremt.
A jelképes örökbefogadásnál megnevezik azt a lényt (pl. állatot) vagy tárgyat, amelyet az "örökbe fogadó" állandó jelleggel támogatni kíván. A jelképes örökbefogadás önkéntes elhatározáson alapul.

## Állatok jelképes örökbe fogadása
A Fővárosi Állat- és Növénykert által a rendszerváltás után rendszeresített jelképes örökbefogadás általános feltételei a következők:
- Az örökbefogadás jelképes. Az örökbefogadott állat az állatkertben marad, és tulajdonjoga is a Fővárosi Állat-és Növénykerté.
- Az örökbefogadás minimális összegének befizetése 1 éves Nevelőszülői tagságra jogosít. A támogatás befizetését követően a nevelőszülő egy névre szóló oklevelet kap, amely tanúsítja az örökbefogadás tényét, valamint egy életrajzot az örökbefogadott állat adataival, továbbá és egy meghívót a Nevelőszülők Találkozójára.
- Egy állatnak több nevelőszülője is lehet.
- Az örökbefogadás személyesen és online is intézhető.
- A nevelőszülőnek semmilyen kötelezettsége nincs az örökbefogadott állattal szemben, ugyanakkor többletjogokkal sem rendelkezik az egyéb állatkerti látogatókhoz képest.
- A nevelőszülő által befizetett támogatás összegét nem kizárólag az "örökbefogadott" állatra fordítják.